# Lindsey Harris
Lindsey Burke Harris (Houston, Texas, 19 de noviembre de 1993) es una jugadora profesional estadounidense de fútbol femenino que juega como guardameta en el Al-Qadsiah de la Saudi Women's Premier League.

## Trayectoria

### Primeros años
Harris jugó para los Tar Heels de la Universidad de Carolina del Norte en Chapel Hill de 2012 a 2016, redshirting durante su primer año. En total, disputó 65 partidos y registró 2 asistencias para las Tar Heels.

### Profesional
Harris debutó en la NWSL el 9 de abril de 2021. Debutó en la Liga BPI el 6 de mayo de 2023.
El 20 de julio de 2023, Harris firmó un contrato de sustitución de portera a corto plazo con Portland Thorns tras la lesión de rodilla de la portera suplente de los Thorns Lauren Kozal. En octubre de 2023, fichó por el club saudí Al-Qadsiah.
En su primera temporada en Arabia Saudí, ganó el premio a la mejor portera de la Saudi Women's Premier League y de la SAFF Women's Cup.

## Clubes
| Club             | País           | Año           |
| ---------------- | -------------- | ------------- |
| FH Hafnarfjörður | Islandia       | 2017          |
| Klepp            | Noruega        | 2018-19       |
| Houston Dash     | Estados Unidos | 2020-22       |
| Damaiense        | Portugal       | 2023          |
| Portland Thorns  | Estados Unidos | 2023          |
| Al-Qadsiah       | Arabia Saudita | 2023-presente |

## Palmarés

### Campeonatos nacionales
| Título | Equipo       | Año  |
| ------ | ------------ | ---- |
| Copa   | Houston Dash | 2020 |

### Distinciones individuales
| Distinción                                          | Años |
| --------------------------------------------------- | ---- |
| Mejor guardameta de la Saudi Women's Premier League | 2024 |
| Mejor guardameta de la SAFF Women's Cup             | 2024 |
| Mejor guardameta de la SAFF Women's Cup             | 2025 |